# Coccothrinax ekmanii
Coccothrinax ekmanii Burret – gatunek rośliny z rodziny arekowatych (Arecaceae Schultz Sch.). Występuje endemicznie na wyspie Haiti. 

## Morfologia
PokrójPalma dorasta do 5 m wysokości o pojedynczej, sztywnej kłodzinie.
LiściePierzaste, złożone, z dwoma rzędami lisków rozmieszczonych wzdłuż nerwu głównego. Mają barwę od szarej do srebrnej.
OwoceMają kulisty kształt i barwę od żółtozielonkawej do jasnobrązowej.

## Biologia i ekologia
Rośnie na terenach skalistych.